# Alma (Michigan)
Alma – miasto w Stanach Zjednoczonych, w stanie Michigan, w hrabstwie Gratiot.

## Znane osoby pochodzące z Alma
- Betty Mahmoody (1945-), działaczka na rzecz praw dzieci i kobiet; pisarka – autorka książki Tylko razem z córką